# Valentin Senger

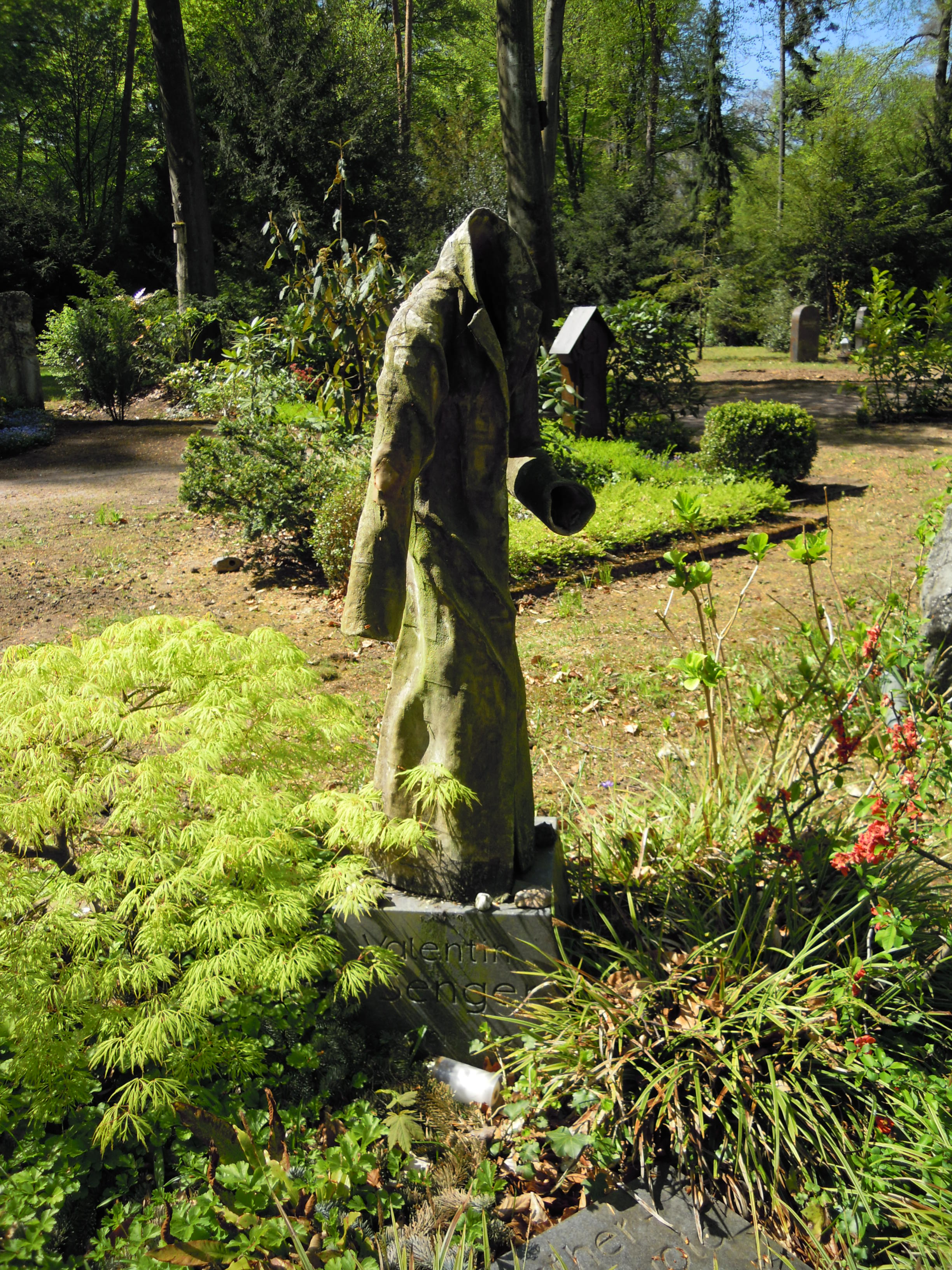
Het graf van Valentin Senger (Waldfriedhof Oberrad)

Valentin Senger (Frankfurt am Main, 28 december 1918 – aldaar, 4 september 1997) was een Duits schrijver en journalist van Russisch-Joodse afkomst.

## Leven en werk
Valentins ouders waren vanwege hun revolutionaire activiteiten tegen het Russische Keizerrijk gevlucht naar Frankfurt am Main. Valentins vader, Moissee Rabisanowitsch was metaalbewerker en revolutionair. De naam Senger was een na de Russchische revolutie aangenomen naam. Valentins moeder, Olga Moissejewna was politiek actief en zette zich in Frankfurt am Main in voor de Russisch-Joodse arbeidersbeweging. In Duitsland steunden ze de Duitse communistische partij. Valentin, zijn zusje Paula en broertje Alex waren van kleins af aan verbonden aan de jeugdorganisatie van die partij. De familie was liberaal Joods en ging zelden naar de synagoge.
Hij woonde en werkte van 1918 tot 1997 in Frankfurt am Main als leraar technisch tekenen aan de technische school, ontwerper, en manager. Vanaf de jaren vijftig tot aan zijn pensionering werkte Valentin bij de radio in Hessen, als verslaggever voor radio en televisie, later werd hij het hoofd van de economische afdeling van het televisiegedeelte. Valentin Senger was sinds 1950 tot zijn overlijden getrouwd met de journalist Imgard Senger, samen kregen ze twee dochters en één zoon. Valentin Senger had vier kleinkinderen.
Toen de nazi's in 1933 de macht grepen in Duitsland, liep de familie vanwege zowel de Joodse achtergrond als de communistische denkbeelden dubbel gevaar. De familie wist aan de nazi's te ontsnappen omdat ze dankzij een goedwillende Duitse ambtenaar "staatloos" en "zonder godsdienst zijn". Ondanks gevaar op ontdekking overleefde Valentin samen met zijn zusje en vader de twaalf jaar onder naziheerschappij. Moeder Olga was in de herfst van 1944 aan hartfalen overleden. Alex Senger sneuvelde in 1945 als Duitse soldaat aan het Oostfront nadat hij, samen met Valentin, als "staatlozen" toch was opgeroepen voor het Duitse leger. Valentin wist dankzij ziekte aan het oorlogsgeweld te ontsnappen.
Valentins heeft zijn belevenissen als Joodse jongen in Frankfurt am Main onder naziheerschappij opgeschreven in het boek "Kaiserhofstraße 12" (in het Nederlands vertaald als "Met de bijl boven het hoofd". Het boek werd in Duitsland een bestseller. In 1980 werd van het boek verfilmd.
Valentin Senger keerde in zijn latere leven terug naar zijn joodse wortels. Hoewel hij in Duitsland geboren is, heeft hij 25 jaar moeten strijden voor de Duitse nationaliteit. Hem werd pas het Duitse staatsburgerschap verleend na het uitkomen van zijn boek "Kaiserhofstraße 12". In 1990 kreeg hij van de burgemeester van Frankfurt am Main de eremedaille van de stad.
De eerste boeken van Valentin Senger publiceerde hij onder de naam Valentin Rabis in de jaren vijftig: "De brug van Kassel (1954) en "Aan een zijden draad" (1956). Beide verhalen werden ook in de DDR gepubliceerd. In zijn latere leven schreef Valentin meer vertalingen, romans en autobiografische verhalen. In het bijzonder interesseerde hij zich in de geschiedenis van de Russische joden en arme joodse families.
In Frankfurt am Main zijn een straat (Valentin-Senger-Straße) en een huis (Valentin-Senger-Haus) naar hem vernoemd.